# Boonsboro
Boonsboro est une localité américaine située dans le comté de Washington, dans le Maryland. C'est là qu'a lieu chaque année le départ de la JFK 50 Mile, un ultra-trail de 50 milles.

## Démographie
| Groupe            | Boonsboro | Maryland | États-Unis |
| ----------------- | --------- | -------- | ---------- |
| Blancs            | 95,4      | 58,2     | 72,4       |
| Afro-Américains   | 2,1       | 29,4     | 12,6       |
| Asiatiques        | 1,0       | 5,5      | 4,8        |
| Métis             | 0,7       | 2,9      | 2,9        |
| Autres            | 0,6       | 3,6      | 6,2        |
| Amérindiens       | 0,1       | 0,4      | 0,9        |
| Total             | 100       | 100      | 100        |
|                   |           |          |            |
| Latino-Américains | 2,7       | 8,1      | 16,7       |

Selon l'American Community Survey, pour la période 2011-2015, 97,11 % de la population âgée de plus de 5 ans déclare parler anglais à la maison, alors que 0,89 % déclare parler l'hindi, 0,58 % le tagalog et 1,42 % une autre langue.